# Новонадеждино (Пензенская область)
Новонаде́ждино — село Куракинского сельсовета Сердобского района Пензенской области. На 1 января 2012 года — 124 жителя.

## География
Село расположено на северо-западе Сердобского района. Расстояние до центра сельсовета села Куракино — 2 км, до районного центра город Сердобск — 9 км.

## История
По исследованиям историка — краеведа Полубоярова М. С., село основано в первой половине XIX века как выселок из соседнего села Надеждино (Куракино), князя Александра Борисовича Куракина (1752—1818). После смерти князя деревня перешла к его брату, а затем — к племяннику Борису Алексеевичу Куракину. В XIX веке именовалась Надеждинская слобода, Борисовка. В 1914 году имелась церковно-приходская школа. В 1926 году в окрестностях деревни располагался посёлок Монастырь (16 жителей). В 1939 году в Новонадеждино имелась начальная школа. В 1955 году — центральная усадьба совхоза «Надеждинский».

## Численность населения
| 1859 | 1886 | 1911 | 1926 | 1928 | 1939 | 1959 |
| ---- | ---- | ---- | ---- | ---- | ---- | ---- |
| 276  | ↗311 | ↗455 | ↗585 | ↗628 | ↗781 | ↘404 |
| 1979 | 1989 | 1996 | 2002 | 2010 |      |      |
| ↘262 | ↘188 | ↘160 | ↘143 | ↘113 |      |      |

## Улицы
- Солнечная.